# Thure Andersson
Thure Andersson (Suecia, 27 de abril de 1907-Karlstad, 20 de enero de 1976) fue un deportista sueco especialista en lucha libre olímpica donde llegó a ser subcampeón olímpico en Berlín 1936.

## Carrera deportiva
En los Juegos Olímpicos de 1936 celebrados en Berlín ganó la medalla de plata en lucha libre olímpica estilo peso wélter, tras el luchador estadounidense Frank Lewis (oro) y por delante del canadiense Joe Schleimer (bronce).